# Haas VF-19
La Haas VF-19 è una vettura da Formula 1 realizzata dalla Haas per prendere parte al Campionato mondiale di Formula 1 2019.

## Livrea
La vettura è stata presentata il 7 febbraio, per la nuova stagione la livrea della scuderia americana è stata rivoluzionata, grazie al nuovo main sponsor Rich Energy: dal colore grigio scuro con le finiture in colore rosso si è passato a un nero e oro, con motivi cromatici che ricordano molto quelli della Lotus. Tra gli altri colori spiccano il bianco della scritta Haas sulle pance e dello sponsor Jack&Jones sull'alettone posteriore; presente anche la colorazione blu dovuta al nuovo sponsor Peak. Dal Gran Premio di Singapore, lo sponsor Rich Energy, a causa dell'interruzione dell'accordo di sponsorizzazione, viene rimosso dalla vettura, che però mantiene comunque i colori nero e oro.

## Caratteristiche
La Haas VF-19 rispetto alla progenitrice presenta alcune soluzioni innovative, volte a migliorarne soprattutto l'aerodinamica. Tra le modifiche apportate alla Haas VF-18 c'è sicuramente da annoverare l'interasse che risulta aumentato a causa della capacità del serbatoio e l'ala anteriore che è molto più semplificata a causa dei nuovi regolamenti.  La paratia laterale si inclina per continuare a portare i flussi verso l’esterno. Il muso adotta le stesse soluzioni del 2018; tra le novità in quest'area c'è l'introduzione dell’S-duct, che riprende il concetto di quello della Ferrari SF71H. La sospensione anteriore mantiene il classico schema push rod. I cerchi anteriori sono a nove razze con un disegno estremamente complicato: oltre a cercare la massima leggerezza, sono stati studiati dei passaggi di aria calda per portare gli pneumatici in temperatura e garantirne il funzionamento nella finestra di utilizzo. 
Monta il motore Ferrari 064 V6 1600c turbo che condivide per la stagione 2019 con la stessa Scuderia Ferrari e l'Alfa Romeo Racing
I bargeboard sono più bassi in modo da rispettare il nuovo regolamento, mentre le pance presentano la bocca dei radiatori disposta più in alto. L’airbox ha mantenuto la conformazione di quello della VF-18 con più condotti. Sul cofano c’è la vistosa pinna che deve raccordarsi al cofano più basso, mentre in coda ritroviamo la T wing.
La sospensione è di tipo pull rod.  L'ala posteriore è retta dai due supporti: il profilo principale è stato rialzato per permettere una maggiore visibilità posteriore dagli specchietti. Si nota subito il flap mobile con 20 mm in più a favore di un DRS che aiuterà i sorpassi, mentre le paratie laterali mostrano uno studio raffinato dei soffiaggi.

## Carriera agonistica

### Stagione
Il Gran Premio d'Australia vede Kevin Magnussen tagliare il traguardo in sesta posizione, mentre Romain Grosjean, dopo essersi qualificato sesto, è costretto al ritiro a causa di una ruota fissata male. In Bahrein entrambi i piloti si qualificano in Q3, ma Grosjean si ritira nuovamente per un contatto con Lance Stroll, mentre Magnussen conclude solo tredicesimo. Anche in Cina e a Baku la Haas non riesce a segnare punti.
Al Gran Premio di Spagna la Haas porta per la prima volta in stagione le due vetture in zona punti, con Grosjean che conquista il primo punto arrivando 10º, risultato bissato a Monaco. Nelle gare seguenti la vettura continua ad essere performante in qualifica, per poi perdere terreno in gara. In Germania, grazie alla penalizzazione delle due Alfa Romeo, Grosjean e Magnussen si classificano settimo e ottavo.
Dopo la pausa estiva le cose peggiorano ulteriormente, e la scuderia riesce ad arrivare in zona punti soltanto in un'occasione, con Magnussen in Russia. Lo stesso pilota danese, come già successo nel 2018, coglie il giro più veloce in gara nel Gran Premio di Singapore, il secondo nella storia del team.
La quarta stagione della Haas in Formula 1 la vede scivolare in nona posizione nel mondiale costruttori con appena 28 punti. A solo un anno dalla sua miglior stagione, la squadra americana è protagonista di un campionato molto al di sotto delle aspettative.

## Piloti
| Piloti ufficiali     | Piloti ufficiali  | Piloti ufficiali |
| Nazione              | Nome              | Numero           |
| -------------------- | ----------------- | ---------------- |
| Francia (bandiera)   | Romain Grosjean   | 8                |
| Danimarca (bandiera) | Kevin Magnussen   | 20               |
| Piloti di riserva    |                   |                  |
| Nazione              | Nome              | Numero           |
| Brasile (bandiera)   | Pietro Fittipaldi | 51               |

## Risultati in Formula 1
| Anno | Team         | Motore  | Gomme | Piloti    |     |     |    |     |    |    |    |     |    |     |   |     |    |     |    |     |    |    |     |    |    | Punti | Pos. |
| ---- | ------------ | ------- | ----- | --------- | --- | --- | -- | --- | -- | -- | -- | --- | -- | --- | - | --- | -- | --- | -- | --- | -- | -- | --- | -- | -- | ----- | ---- |
| 2019 | Haas F1 Team | Ferrari | P     | Grosjean  | Rit | Rit | 11 | Rit | 10 | 10 | 14 | Rit | 16 | Rit | 7 | Rit | 13 | 16  | 11 | Rit | 13 | 17 | 15  | 13 | 15 | 28    | 9º   |
| 2019 | Haas F1 Team | Ferrari | P     | Magnussen | 6   | 13  | 13 | 13  | 7  | 14 | 17 | 17  | 19 | Rit | 8 | 13  | 12 | Rit | 17 | 9   | 15 | 15 | 18* | 11 | 14 | 28    | 9º   |

| Legenda | 1º posto     | 2º posto | 3º posto    | A punti         | Senza punti/Non class.  | Grassetto – Pole position Corsivo – Giro più veloce |
| Legenda | Squalificato | Ritirato | Non partito | Non qualificato | Solo prove/Terzo pilota | Grassetto – Pole position Corsivo – Giro più veloce |